# Херувизам
Херувизам је редак генетски поремећај мандибуле ког карактеришу буцмасти образи и егзофталмус. Ради се о прогресивном, безболном, билатералном отицању вилице током детињства. Симптоми поремећаја се обично повлаче у одраслом добу.
Дијагноза се заснива на комбинацији клиничких знакова, породичне историје, радиографских налаза, биопсије и генетског тестирања. Херувизам се наслеђује на аутозомно доминантан начин и узрокован је мутацијама гена SH3BP2.
Лечење има тенденцију да буде конзервативно, а операција је резервисана за најтеже случајеве.

## Етимологија и историја
Име је изведено из сличности буцмастих образа пута, који се често мешају са библијским бићима херувима, приказаних на ренесансним сликама.
Први га је документовао и назвао др А. Џонс из Кингстона, Онтарио, 1933. године, описујући случај троје браће и сестара исте породице јеврејско-руског наслеђа. Све што је тада било познато је карактеристичан облик отока и његово повећање, а затим регресија коштаних лезија. Када су деца достигла петнаесту, шеснаесту и седамнаесту годину, деформитет лица је постао очигледан и 1943. године, децу је оперисао Џонсов медицински тим, смањујући јак оток њихових вилица. Четири године након операција, није било поновног појављивања отока.

## Узрок
Херувизам је узрокован променама (мутацијама) у гену за протеин 2 који везује SH3-домен (SH3BP2) на хромозому 4. Протеин који кодира SH3BP2 је важан за метаболизам и ремоделирање костију. Истраживачи верују да мутације SH3BP2 доводе до претерано активне верзије протеина који мења критичне сигналне путеве у ћелијама повезаним са одржавањем коштаног ткива и у одређеним ћелијама имуног система. 
Прекомерно активни протеин може изазвати упалу у костима вилице, изазивајући производњу превише остеокласта (ћелија које поправљају кост). Превише ових ћелија доприноси абнормалној разградњи коштаног ткива у горњој и доњој вилици. Комбинација губитка костију и упале вероватно доводи до израслина сличних цистама.
Око 80% људи са херувизмом има мутацију у гену SH3BP2. Узрок стања у преосталих 20% случајева остаје непознат.

## Знаци и симптоми
Херувизам се дефинише појавом симетричних, мултилокуларних лезија мандибуле и/или максиле које се обично први пут појављују у доби од 2 до 7 година. Отицање субмандибуларних лимфних чворова у раним фазама доприноси пуноћи лица. Како се меко фиброзно диспластично ткиво у лезијама шири, избочене масе могу инфилтрирати дно орбите и изазвати карактеристично нагињање очију нагоре. Лезије херувизма су ограничене на вилице и у већини случајева диспластичне експанзивне масе почињу да се повлаче са почетком пубертета. Постоје ретки случајеви када су лезије код пацијената са сумњом на херувизам постојане или активно расту код младих одраслих особа.
Херувизам је обично ограничен на краниофацијални регион. Међутим, у литератури постоје три извештаја који се односе на захваћеност ребара. Седамнаестогодишња девојка из породице, у којој постоје још три особе оболеле од херувизма, показала је бесимптомне лезије које се не шире на предњим крајевима ребара.
Херувизам је такође пронађен у комбинацији са другим генетским поремећајима укључујући: Нунанов синдром, Рамонов синдром и Мартин-Бел синдром.

## Наслеђивање
Херувизам се наслеђује на аутозомно доминантан начин. То значи да је промена (мутација) само у једној копији одговорног гена у свакој ћелији довољна да изазове карактеристике стања.
У неким случајевима, оболела особа наследи мутирани ген од погођеног родитеља. У другим случајевима, мутација се први пут јавља код особе без породичне историје болести. Ово се зове de novo мутација. Пропорција случајева херувизма узрокованих de novo мутацијом је непозната пошто се у овом стању примећује променљива експресивност и смањена пенетрација.
Када особа са мутацијом која је узрокована аутозомно доминантним начином има децу, свако дете има 50% шансе да наследи ту мутацију.

## Дијагноза
Постављање дијагнозе генетске или ретке болести често може бити изазовно. Здравствени радници обично гледају нечију медицинску историју, симптоме, физички преглед и резултате лабораторијских тестова како би поставили дијагнозу.

## Епидемиологија
Херувизам је веома редак поремећај са само око 300 случајева пријављених у литератури. Због своје реткости, тешко је одредити учесталост болести за овај поремећај. Херувизам подједнако често погађа мушкарце и жене и забележен је код пацијената свих расних и етничких група.